# Salvatore Cascino
Salvatore Cascino (Palermo, 21 agosto 1917 – Palermo, 21 aprile 1990) è stato un marciatore italiano che partecipò a due edizioni dei Giochi olimpici.

## Biografia
Fu attivo tra la fine degli anni 1940 e l'inizio degli anni 1950. Partecipò a due Olimpiadi e precisamente ai Giochi della XIV Olimpiade disputatisi a Londra nel 1948 e ai Giochi della XV Olimpiade disputatisi ad Helsinki nel 1952.
Ai Giochi olimpici di Londra disputò la prova di marcia 50 km classificandosi al 14º posto con il tempo di 5h23'03, mentre ai Giochi olimpici di Helsinki prese parte alla stessa specialità classificandosi al 19º posto con il tempo di 4h56'46".
Nel 1950 partecipò ai campionati europei di atletica leggera disputando le gare di marcia 10 km e 50 km: nella prima gara si classificò 4º con il tempo di 48'46"0, mentre nella seconda ottenne il 9º posto in 5h17'15".
Vinse anche due titoli italiani assoluti di marcia nel 1951, nella 20 km con il tempo di 1h27'34"2 e nella 50 km con il tempo di 4h30'53"6.
Alla fine della carriera agonistica si è dedicato all'insegnamento della marcia.

## Campionati nazionali
- 1 volta campione nazionale assoluto di marcia 20 km (1951)
- 1 volta campione nazionale assoluto di marcia 50 km (1951)